# Maria Dahl
Maria Johanna Grosset de Dahl (abreviado Dahl) (26 de julio de 1872, Botamby, Imperio ruso (hoy Óblast de Poltava, en Ucrania) - 6 de enero de 1972) fue una zoóloga alemana.
Estudió en Járkov y emigró en 1890 a Kiel. Debe pasar sus exámenes porque sus valores rusos no son reconocidos. Es, de 1892 a 1899, preparadora de asistentes en el Instituto de Zoología de la ciudad. Allí conoció a Friedrich Dahl (1856-1929) con quien se casó el 19 de junio de 1899.
Después de criar a sus cuatro hijos, consiguió un trabajo en la Universidad Humboldt de Berlín. Con el deterioro de la salud de su marido, la pareja se retiró a Greifswald. Estudió sola o con su marido, las arañas y los copépodos .

## Algunas publicaciones
- Spinnen (Araneae) Von Nowaja Semlja. Report of the Scientific Results of the Norwegian Expedition to Novaya Zemlya 2 (36). Editor Brøggers, 1928

- Spinnentiere oder Arachnoidea. Tierwelt Deutschlands 3. Con Friedrich Dahl, Hermann Wiehle. Editor G. Fischer, 1926

## Abreviatura (zoología)
La abreviatura Dahl  se emplea para indicar a Maria Dahl como autoridad en la descripción y taxonomía en zoología.

## Fuente
- Pierre Bonnet. 1945. Bibliographia araneorum, Les frères Doularoude (Toulouse)

- Datos: Q91054
- Multimedia: Maria Dahl / Q91054
- Especies: Maria Dahl